# 대한민국 민법 제550조
대한민국 민법 제550조는 해지의 효과에 대한 민법 채권법 조문이다.

## 조문
제550조(해지의 효과) 당사자 일방이 계약을 해지한 때에는 계약은 장래에 대하여 그 효력을 잃는다.

第550條(解止의 效果) 當事者 一方이 契約을 解止한 때에는 契約은 將來에 對하여 그 效力을 잃는다.

## 참고 문헌
- 오현수, 일본민법, 진원사, 2014. ISBN 978-89-6346-345-2
- 오세경, 대법전, 법전출판사, 2014 ISBN 978-89-262-1027-7
- 이준현, LOGOS 민법 조문판례집, 미래가치, 2015. ISBN 979-1-155-02086-9